# Gronowo Górne
Gronowo Górne (Duits: Grunau Höhe) is een plaats in het Poolse district  Elbląski, woiwodschap Ermland-Mazurië. De plaats maakt deel uit van de gemeente Elbląg en telt 1270 inwoners.